# Fiodor Emin

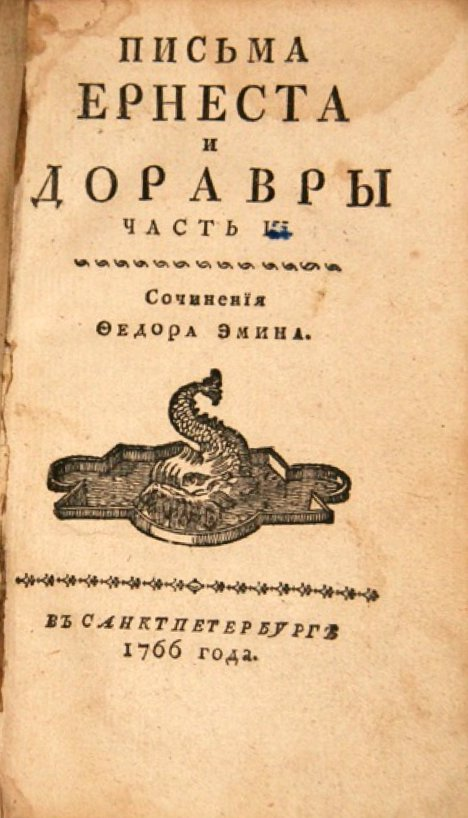
Wydnie pism z 1766

Fiodor Aleksandrowicz Emin (ros. Фёдор Александрович Эмин) (ur. 1735 w Stambule, zm. 18 kwietnia 1770 w Petersburgu) – pisarz rosyjski pochodzenia tureckiego lub armeńskiego.
Był nauczycielem w korpusie kadetów, a następnie tłumaczem gabinetowym. Napisał kilka romansów oraz wydał kilka tłumaczeń z języków obcych między innymi "Historię Polski" (1765)
Napisał również:
- Historia Rosji (1764)
- Historia Porty Otomańskiej (1787)